# Laguna de Yahuarcocha
La laguna de Yahuarcocha es un cuerpo de agua ubicado en Ibarra, en la provincia de Imbabura en Ecuador. Es una laguna eutrófica, de origen glacial de 12,000 años de antigüedad, se encuentra localizada a 2210 m s. n. m. Tiene una superficie de 240,51 hectáreas y 7 metros de profundidad.

## Toponimia
Yahuarcocha significa "lago de Sangre", que se deriva de las raíces kichwa, yawar = sangre y kucha = lago. Según crónicas e investigaciones históricas, una sangrienta batalla sucedió en este lugar entre las poblaciones nativas de la región norte de la sierra: Cayambis, Otavalos, Caranquis y los incas, quienes venían a conquistar estas tierras, esta confrontación se la conoce como "Batalla de Yahuarcocha". La masacre inca provocó, que la sangre de los indígenas manchase las aguas de este lago de color rojo.

## Relevancia y catalogación
Esta laguna es históricamente importante, según algunos investigadores hay una gran cantidad de evidencia arqueológica inexplorada, es por esto que el Instituto Nacional del Patrimonio Cultural de Ecuador declaró a Yahuarcocha como la tercera Laguna Sagrada del país.
Este cuerpo de agua es considerado como una de las principales atracciones turísticas de la provincia. Ya que ofrece paseos en bote, deportes acuáticos, aventura, ciclismo, jogging y automovilismo ya que en sus riberas se encuentra ubicado el Autódromo de Ibarra. Es uno de los lugares más importantes de recreación en Ibarra y la provincia. También es un hábitat adecuado para la reproducción, anidación y crecimiento de varias especies acuáticas residentes y migratorias.